# T5 105 mm 戦車砲
T5 105mm砲 は、1945 年に開発されアメリカ軍で運用されていたライフル砲である。本砲はT28 超重戦車や T29 重戦車など、第二次世界大戦で設計されたいくつかのアメリカの重戦車の主砲として運用された。

## 開発

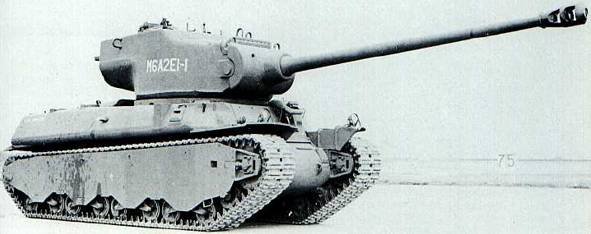
M6A2E1重戦車にテスト目的で搭載されたT5E1砲。

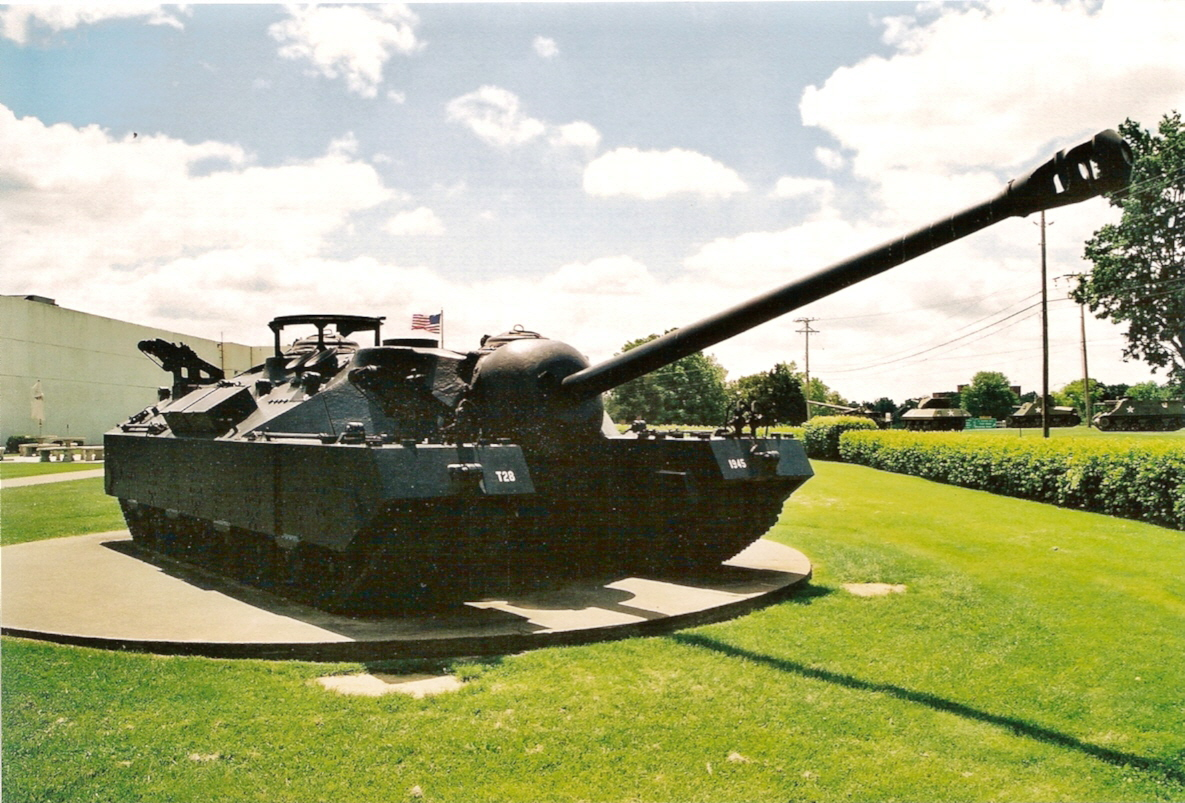
T28超重戦車に搭載されたT5E1砲。

この105mmの戦車砲を開発するプロジェクトは、重装甲化が進むドイツ戦車に対抗するために、第二次世界大戦中に始まった。 ヨーロッパ侵攻後、アメリカ軍は要塞地域を突破するために強力な攻撃力を備えた重装甲戦車が必要になると考えていた。軍では既存の M6重戦車の装甲を強化し、新しい戦車砲である 105mm T5E1 を搭載することが提案された。砲塔を拡大し T5E1を搭載するという、これらの試作型はM6A2E1 と命名された。 しかし1944 年 8 月 18 日にアイゼンハワーがヨーロッパでの使用を拒否したため、M6A2E1 プロジェクトは却下された。２両の M6A2E1が試作されたが、それらは次期 T29 重戦車の試験用に使用された。
T29 重戦車の初期のモデルには厚い防盾を備えた大型の鋳造砲塔にT5E1が搭載された。その後の開発計画変更によって戦後の開発研究用に８両が生産されることとなった。 T29E1 および T29E3 には試験に T5E1が用いられていたが、 モデル T29 および T29E2 には 改良型のT5E2 が用いられた。 これはMITで開発された油圧動力による横行、および昇降機構の追加により、砲塔内の利用可能なスペースが小さくなったことに起因する。
1943年にアメリカ軍は重装甲かつ高火力な新型戦車が必要であるという判断を下した。これらの仕様を満たすべく開発されたのがT28 超重戦車 (後に 105 mm ガンモーター キャリッジ T95 と改名) である。 砲塔を持たない T28に搭載された105mm T5E1 は、主砲の旋回角が中心から左右に 10 度、仰角 15 度、俯角 5 度に制限されていた。
その後 T28 超重戦車と T29 重戦車の開発計画は中止され、105mm T5E1 と 105mm T5E2 の開発も、試験が完全に完了する前に中止された。

## 性能
T5E1 はT30 重戦車で使用される 155 mm T7 砲と同様に、分離薬莢方式を採用していた。使用する薬莢の規格は105×772mmRである。本砲から放たれるT32被帽徹甲弾の初速は 914 m/s で、T34 重戦車の 120mm T53砲 の初速 945 m/s に匹敵する。
一方 T30重戦車に搭載された155mm  T7砲の初速は 701 m/s であった。
このことは T5E1が T30 重戦車に搭載された 155mm T7 よりも優れた装甲貫通特性を備えていることを示している。
T5E1 は、AP-T T32 (被帽徹甲弾)、HVAP-T T29E3 (高速徹甲弾)、HE T30E1 (榴弾) など、複数種類の砲弾が利用可能であった。 AP-T T32 弾は、914ｍ先の30 度の角度で傾斜した177mmの圧延均質装甲（RHA）を貫通し、60 度の角度でも 84 mm (3.3 インチ) の RHA を貫通できた。

## 派生型
T5E1
マウント T123 を使用し、準梁の上部に 3 つのリコイル シリンダーを備えた形式。
T5E2
改良により T123E1 および T123E2 を使用する形式。準梁の上部に 2 つのリコイル シリンダー、下部に 1 つのリコイル シリンダーを備えている。